# Alexis Balandine
Pour les articles homonymes, voir Balandine.
Alexis Balandine (en russe : Алексей Александрович Баландин, Alekseï Aleksandrovitch Balandine), né le 20 décembre 1898 à Ienisseïsk, en Sibérie, et décédé le 22 mai 1967 à Moscou, est un chimiste soviétique. À partir de 1934, il est professeur de chimie à l'université de Moscou, il est élu membre de l'Académie des Sciences de l'URSS en 1946.

## Biographie
Balandine réalise d'importants travaux théoriques et surtout expérimentaux dans le domaine de la catalyse hétérogène. Il propose un modèle théorique universel fondé sur l'existence d'un état de transition : à la surface du catalyseur solide, les réactifs en présence forment avec celui-ci et entre eux un complexe très instable, comportant un certain nombre de liaisons mal définies, non entièrement covalentes. En collaboration avec son collègue et compatriote Nicolas Zelinsky, il effectue des recherches d’une grande portée pratique intéressant la pétrochimie : il a participé à la découverte du reformage catalytique des alcanes et cycloalcanes (ou naphtènes) d’origine pétrolière, un procédé qui permet de les transformer en hydrocarbures aromatiques, par déshydrogénation, déshydrocyclisation et déshydro-isomérisation.
Il décède à Moscou le 22 mai 1967.
Un cratère lunaire porte aujourd'hui son nom.